# نادي الشيخ زويد
نادي الشيخ زويد الرياضي نادي مصري لكرة القدم، تأسس عام 1995 في شمال سيناء، يلعب في الدوري المصري الدرجة الثالثة.